# Gogglebox
Gogglebox es un documental de observación británico, que se emite en el canal Channel 4 desde el 7 de marzo de 2013. El programa cuenta con una serie de recurrentes parejas británicas, familias y amigos que se sientan en sus salas de estar viendo programas semanales de la televisión británica. Gogglebox ganó un premio BAFTA en 2014.
El 8 de noviembre de 2014 se confirmó que Atresmedia había adquirido los derechos del programa para su adaptación en España bajo el nombre de Aquí mando yo y la voz en off sería de  Miki Nadal.

## Producción
El programa es una producción de Studio Lambert, una empresa dirigida por el ejecutivo de medios británico Stephen Lambert, que estuvo detrás de otros proyectos de Channel 4 como Faking It, Wife Swap, El Jefe y The Secret Millionaire. La productora ejecutivo es Tania Alexander, quien dijo que la idea original era que el espectáculo fuera una "mezcla de Harry Hill y The Royle Family".
Farah Ramzan Golant, jefa de All3Media, dijo: "A todo el mundo le encanta ver la televisión y hablar de televisión, pero el programa no es realmente sobre la televisión. El programa es acerca de la vida de las personas, sus relaciones, sus salas de estar y la forma en que los niños y los padres hablan de la televisión. Es casi en tiempo real, ya que estás viendo lo que pasó en los siete días anteriores. Eso no tiene precio. Captura una respuesta cultural a algo que está sucediendo en el mundo. Gogglebox muestra como las televisiones están vivas en las salas de estar de las personas, y es un medio próspero. Se está haciendo valer el papel indispensable de la televisión en la estructura de vida de las personas".

## Telespectadores

### Actuales
| Telespectadores                                | Residencia            | Edades          | Temporadas    | Notas/ Características notables |
| ---------------------------------------------- | --------------------- | --------------- | ------------- | --- |
| León y June Bernicoff                          | Liverpool             | 80 y 76         | Temporadas 1– | Han estado casados durante 54 años y son ambos maestros jubilados. León enseñó historia y June enseñó inglés. León es algo así como un cascarrabias, cuyo comportamiento y comentarios a menudo enfadan a su mujer. |
| Stephanie y Dominic Parker                     | Sandwich, Kent        | 47 y 49         | Temporadas 1– | Poseen y dirigen un lujoso B&B y han aparecido en un episodio del programa de telerrealidad Four in a Bed. La excéntrica pero alegre pareja, siempre está con una bebida alcohólica en la mano. |
| La familia Michael                             | Brighton              | 55, 52, 24 y 17 | Temporadas 1– | El esposo y la esposa Andrew y Carolyne, y sus hijos Alexandra y Louis. |
| La familia Tapper                              | Edgware, North London | 46, 41, 16 y 14 | Temporadas 1– | El esposo y la esposa Jonathan y Nikki, y sus hijos Josh y Amy. Jonathan trabajó durante un tiempo en un restaurante cashrut en Golder's Green. La pareja fue descubierta por un investigador de Googlebox después de que Nikki llegará a las etapas finales de la competición anual de Channel 4, Jewish Mum of The Year (La mamá judía del año). Son miembros de la Sinagoga de Edgware. |
| Christopher Steed y Stephen Webb               | Brighton              | 45 y 42         | Temporadas 1– | Ambos son peluqueros. La pareja tuvo una relación durante la primera temporada, pero desde entonces se han separado, a pesar de ellos, siguen siendo buenos amigos. They like to take the mickey out of each other. |
| Sandy Channer y Sandra Martin                  | Brixton               | 48 y 52         | Temporadas 1– | Ambas mujeres tienen una fuerte personalidad, y eso hace que a menudo sean muy ruidosas y animadas. Las dos amigas siempre son vistas disfrutando de una comida para llevar o algún tipo de merienda. |
| Mohammed ('Sid'), Umar, Raza y Baasit Siddiqui | Derby                 | 69, 36, 35 y 31 | Temporadas 1– | A los Siddiquis gusta considerar y discutir el lado más serio de las cosas. |
| Los Woerdenwebers y el "silencioso" Jay        | The Wirral            | 50, 52, 19 y 21 | Temporadas 2– | El esposo y la esposa Ralph y Viv, la hija de Viv, Eva y su novio Jay. Jay se ha dado a conocer porque rara vez se mueve y no habla durante todo el programa. |
| Bill y Josef                                   | Cambridge             |                 | Temporadas 2– | Fanáticos de los juegos de mesa; Josef había aparecido en Countdown 30 años antes y Bill en varios programas de ajedrez. |
| Annie y Marc                                   | Warwickshire          |                 | Temporadas 3– | |
| La familia Moffatt                             | County Durham         |                 | Temporadas 3– | El esposo y la esposa Mark y Betty, y su hija Scarlett (que anteriormente apareció en Beauty School Cop Outs de MTV). |
| Kate y Graham                                  | Nottinghamshire       |                 | Temporadas 3– | Kate es una mujer párroco y, a menudo, se la puede ver vestida con su cuello clerical mientras ve la televisión. El perro de la pareja por lo general suele estar tendido en el sofá al lado de la pareja. |
| Los Malones                                    | Mánchester            |                 | Temporadas 4– | Esta familia de Mánchester reemplazó a Linda y Pete McGarry y George Gilbey. |
| Jenny y Lee                                    | Pocklington           |                 | Temporadas 4– | |
| David, Kye y James                             | Reading               |                 | Temporadas 4– | |

### Antiguos
| Telespectadores                      | Residencia      | Edades  | Temporadas     | Notas |
| ------------------------------------ | --------------- | ------- | -------------- | --- |
| Linda y Pete McGarry y George Gilbey | Clacton-on-Sea  |         | Temporadas 2–3 | La familia fue retirada del programa debido a que George (hijo de Linda) participó en la decimocuarta edición de Celebrity Big Brother. They were told in advance of George's appearance on the Channel 5 show. |
| Gill y Helen                         | Maidstone, Kent |         | Temporada 2    | |
| Jeff y Tracey                        | Tiverton, Devon |         | Temporada 2    | |
| Audrey and Brenda                    | Liverpool       |         | Temporada 2    | |
| Steven Dermott y Michael Wilcock     | Wigan           | 25 y 32 | Temporadas 1–2 | Steven apareció anteriormente en Desperate Scousewives |
| Las hermanas Allen                   | Essex           |         | Temporadas 1–2 | |
| Chris y Colin                        | Mánchester      |         | Temporada 1    | |